# Halloween 2
Vous lisez un « bon article » labellisé en 2008.
Pour les articles homonymes, voir Halloween 2 (film, 2009) et Halloween (homonymie).
Série Halloween
Halloween :
La Nuit des masques
(1978) Halloween 3 :
Le Sang du sorcier
(1982)
Pour plus de détails, voir Fiche technique et Distribution.
Halloween 2 ou Halloween 2 : Le Masque au Québec est un film d'horreur américain réalisé par Rick Rosenthal, sorti en 1981.
Il s'agit de la suite de Halloween : La Nuit des masques (1978), réalisé par John Carpenter. Il est parfois titré La Nuit la plus terrifiante. Ce long métrage fait partie de la série de films Halloween.
On retrouve les personnages principaux interprétés par Donald Pleasence dans le rôle du docteur Samuel Loomis et Jamie Lee Curtis dans le rôle de Laurie Strode, la sœur du tueur Michael Myers, cette fois-ci interprété par Dick Warlock. D'autres acteurs du premier film reviennent dans Halloween 2 comme Charles Cyphers pour le rôle du shérif Brackett ou encore Nancy Stephens dans le rôle de Marion Chambers.
Le film est développé en raison du succès du premier opus, il est toujours écrit par John Carpenter et Debra Hill. Les scénaristes ont choisi de situer le film quelques secondes après Halloween : La Nuit des masques pour poursuivre le massacre de la ville d'Haddonfield. Des éléments nouveaux sont aussi apportés au film, comme la révélation sur le lien entre Laurie Strode et Michael Myers.
Halloween 2 reprend là où le premier film s'arrêtait. Michael Myers demeure dans les parages, après avoir été touché par le docteur Loomis, à six reprises. Désormais, il est dans un hôpital où Laurie Strode est soignée. Et c'est d'ailleurs la raison de sa présence car il veut la trouver pour la tuer. Mais l'équipe entière du shérif est à sa recherche. Cependant, seuls Loomis et Brackett sont certains de la présence de Myers, d'autres croient qu'il est mort carbonisé. Durant sa cavale, Myers va encore commettre une foule de meurtres.
Malgré la reprise d'éléments clés du premier film, Halloween 2 n'a pas égalé le succès du premier, rapportant seulement 25 533 818 $ au box-office américain quand le premier en avait cumulé 47 000 000. Néanmoins, le film reste un grand succès commercial.

## Synopsis
Haddonfield, Illinois, le 31 octobre 1978, vers 22 heures. Laurie Strode ordonne à Tommy et Lindsay d'aller chez les McKenzie pour qu’ils puissent appeler la police. Michael Myers se relève et étrangle Laurie. Le Dr Samuel Loomis, alerté par les hurlement des enfants, entre dans la maison et tire six coups de feu sur Michael qui tombe d’une des fenêtres du premier étage. Un voisin sort de chez lui et demande à Loomis ce qui se passe et Loomis lui demande d'appeler la police.
Pendant ce temps, Michael entre dans la maison de Mr et Mme Elrod et vole un couteau de boucher en laissant derrière lui une trace de sang, Mme Elrod la remarque et hurle, sa jeune voisine, Alice, parle au téléphone avec son amie qui lui demande d’allumer la radio qui parle des meurtres. Soudain sa porte s’ouvre, elle va voir et Michael lui saute dessus et la tue d’un coup de couteau dans la poitrine.
Le docteur Loomis et le shérif Brackett, patrouillant dans les rues de la ville, se lancent à la poursuite d'un homme portant un masque blanc : l'homme, traversant la route sans regarder, se fait renverser par une seconde voiture de police qui heurte un camion et prend feu, mais Loomis n'est pas certain que cet homme soit son patient. Sur les lieux de l'accident, le shérif est appelé par l'un de ses hommes : trois cadavres ont été retrouvés chez les Wallace et l'une des victimes est Annie, la propre fille du shérif.
À l’hôpital, Jimmy Lloyd, qui est secrètement amoureux de Laurie, va lui rendre visite dans sa chambre et la réconforte un peu, mais l’infirmière Virginia Alves lui demande de sortir pour la laisser se reposer.
Devant le corps de sa fille, Brackett devient fou de rage et de chagrin et tient Loomis pour personnellement responsable de « l'évasion » de Myers. Ce dernier se dirige actuellement a l'Haddonfield Mémorial pour tuer Laurie.
Pendant ce temps, dans sa chambre, Laurie apprend que son agresseur n'est autre que Michael Myers. Elle constate également avec Jimmy que la ligne téléphonique ne répond plus. Mme Alves envoie donc le garde de la sécurité Garrett voir ce qui se passe. Il constate que l’entrepôt a été forcé, alors qu’il referme la porte menant aux outils, il est tué par Michael avec un marteau.
Convaincu que ce n'est pas Myers qui vient de mourir brûlé vif sous ses yeux, Loomis demande à un dentiste de procéder à un examen à la morgue. Le dentiste conclut, selon l'état des gencives, que le mort avait entre 17 et 18 ans … alors que Michael Myers en a 21. Tandis que les habitants d'Haddonfield font le siège de la maison Myers en hurlant leur colère, Loomis et l'adjoint du shérif apprennent l'identité de l'homme carbonisé : Ben Tramer, 17 ans.
Dans un état somnolent dû aux médicaments, Laurie fait d'étranges rêves d'enfance dans lesquels sa mère lui dit qu'elle n'est pas sa véritable génitrice, et où elle rend visite à un jeune garçon muet enfermé dans une chambre d'hôpital.
Dans une autre partie de l’hôpital, Budd Scarlotti propose à sa fiancée Karen Bailey de descendre en salle de thérapie pour faire l’amour, mais Michael augmente la température du jacuzzi, Karen demande à Budd de sortir la baisser mais Michael étrangle ce dernier avec une corde avant de noyer Karen dans le jacuzzi, lui brûlant la peau du visage.
Loomis et les policiers se rendent dans une école pour y trouver des éventuelles traces de passage de Myers. Là, ils sont rejoints par un agent fédéral et par l'infirmière du docteur, Marion Chambers, laquelle a des ordres. Loomis doit absolument quitter Haddonfield et retourner à l'hôpital psychiatrique en laissant la police faire son travail. Forcé par l'agent fédéral d'obéir, Loomis quitte à contre-cœur la ville.
Pendant ce temps, Laurie a une réaction à cause de son traitement. L’infirmière Jill Franco demande à Janet Marshall, une autre infirmière, d'aller chercher le Docteur Frederick Mixter. Elle le trouve dans son bureau avec une seringue enfoncée dans son œil, Michael surgit de l'ombre et lui fait une injection dans la tête avec une seringue la tuant directement. Jimmy s'impatiente et va la chercher, laissant Laurie toute seule. Michael s’introduit dans sa chambre et la poignarde trois fois mais lorsqu’il enlève le drap, il ne trouve que des oreillers, il fait demi-tour et continue de cherche Laurie, qui est entrée dans une autre chambre pour essayer de passer un appel, mais en vain.
Jill remarque que Laurie est sortie de sa chambre et le fait savoir à Jimmy qui cherche de son côté Mrs Alves. Il finit par la voir morte, vidée de son sang, en essayant de sortir, il glisse et tombe par terre.
En route, Marion révèle à Loomis un fait capital, resté secret jusqu'alors : Michael Myers avait également une sœur, âgée de deux ans lors de son premier crime, et devenue orpheline à quatre ans après un accident de voiture dans lequel ses parents ont été tués. La fillette a été adoptée par les Strode. Loomis comprend aussitôt pourquoi Myers est revenu dans sa ville natale : il veut tuer sa seconde sœur, ainsi que quiconque se mettra en travers de son chemin ! Menaçant l'agent avec son revolver, le docteur l'oblige à faire demi-tour pour retourner à l'hôpital d'Haddonfield.
Comme une somnambule, Laurie quitte la chambre et tombe nez-à-nez avec Jill, laquelle est tuée par Myers sous ses yeux. Laurie parvient avec difficulté à échapper à son frère. Après une fuite éperdue, elle est enfin secourue par Loomis qui vide une seconde fois son chargeur sur l'assassin. Ce n'est toujours pas assez pour arrêter le malade qui égorge l'agent fédéral. Réfugié avec la jeune fille dans une salle d'opération, Loomis est blessé au ventre d'un coup de scalpel. Laurie, après avoir appelé Myers par son prénom, arrive à le faire hésiter quelques secondes avant de lui tirer deux balles dans les yeux, ce qui le rend aveugle. Loomis en profite pour ouvrir toutes les bouteilles de gaz inflammable de la salle, ordonne à Laurie de s'enfuir, puis allume son briquet, provoquant une terrible explosion et se sacrifiant par la même occasion. Myers, torche humaine, sort de la boule de feu avant de s'effondrer à terre.
À l'aube du 1er novembre, Laurie est conduite dans un autre hôpital, en compagnie du dernier survivant de l'équipe médicale, Jimmy. Les policiers font le compte des victimes : ils en dénombrent dix pour l'instant. Au total, depuis la veille, treize personnes (sans compter Loomis) ont été assassinées par le tueur masqué.

## Fiche technique
Sauf indication contraire, les informations mentionnées dans cette section peuvent être confirmées par la base de données cinématographiques IMDb,  présente dans la section « Liens externes ».
- Titre original et français : Halloween 2
- Titre québécois : Halloween 2 : Le Masque[1]
- Réalisation : Rick Rosenthal
- Scénario : John Carpenter et Debra Hill †
- Musique : John Carpenter et Alan Howarth
- Direction artistique : J. Michael Riva †
- Décors : Peg Cummings
- Maquillage : Michael Germain
- Coiffure : Frankie Bergman
- Photographie : Dean Cundey
- Son : Gregg Landaker, Steve Maslow, Bill Varney
- Montage : Mark Goldblatt et Skip Schoolnik
- Production : John Carpenter et Debra Hill †
  - Production déléguée : Joseph Wolf et Irwin Yablans
  - Producteur délégué (non crédité) : Moustapha Akkad et Dino De Laurentiis
  - Production associée : Barry Bernardi
- Sociétés de production : Dino De Laurentiis Company et Universal Pictures
- Sociétés de distribution : Universal Pictures (États-Unis) ; UGC Distribution (France)
- Budget : 2,5 millions de $ (estimation)[2]
- Pays de production :  États-Unis
- Langue originale : anglais
- Format : couleur (MGM Color / Metrocolor) - 35 mm - 2,35:1 (Panavision) - son Dolby stéréo
- Genre : épouvante-horreur (slasher), thriller
- Durée : 92 minutes ; 90 minutes (Television cut)
- Dates de sortie[3] :
  - États-Unis : 30 octobre 1981
  - Suisse : 5 mars 1982
  - France : 16 juin 1982[4]
  - Belgique : 5 août 1982
- Classification : 
  - États-Unis : interdit aux moins de 17 ans (R – Restricted)[N 1]
  - France :  interdit aux moins de 13 ans lors de sa sortie en salle puis réévaluée en interdit aux moins de 12 ans[5],[4]
  - Québec : 13 ans et plus (violence) (13+ / 13 years and over)[1]

## Distribution
- Jamie Lee Curtis (VF : Maïk Darah) :  Laurie Strode
- Donald Pleasence (VF : William Sabatier) : Dr Samuel Loomis
- Dick Warlock : Michael Myers
- Lance Guest (VF : Gilles Laurent) : Jimmy Lloyd
- Pamela Susan Shoop (VF : Françoise Dorner) : Karen Bailey
- Hunter Von Leer (VF : Richard Darbois) : shérif-adjoint Gary Hunt
- Leo Rossi (VF : Bernard Murat) : Budd Scarlotti
- Tawny Moyer (VF : Séverine Morisot) : Jill Franco
- Ana Alicia (VF : Catherine Lafond) : Janet Marshall
- Charles Cyphers (VF : Marc de Georgi) : shérif Leigh Brackett
- Ford Rainey (VF : Michel Gudin) : docteur Frederick Mixter
- Gloria Gifford : Virginia Alves
- Jeffrey Kramer (VF : Georges Berthomieu) : docteur Graham, le médecin légiste
- Cliff Emmich (VF : Antoine Marin) : Bernard Garrett
- Lucille Benson (VF : Marie Francey) : Norma Elrod
- Anne Bruner (VF : Céline Monsarrat) : Alice Martin
- Nancy Stephens (VF : Marion Loran) : Marion Chambers
- Jonathan Prince (VF : Éric Baugin) : Randy
- Billy Warlock (VF : Franck Baugin) : Craig
- Roger Hampton (VF : Michel Derain) : l'agent de police à l'école
- John Zenda (VF : Max André) : Terrence Gummell, le représentant fédéral de l'ordre
- Catherine Bergstrom (VF : Nadine Delanoë) : Debra Lane, la productrice-journaliste du reportage TV
- Alan Haufrect (VF : Jean Roche) : Robert Mundy, l'annonceur du reportage TV
- Howard Culver (VF : Claude Joseph) : l'homme en pyjama (pré-générique)
- Leigh French (VF : Monique Morisi) : la mère de Gary
- Ty Mitchell : Gary, l'enfant blessé
- Ken Smolka (VF : Georges Poujouly) : un policier
- Nancy Platt Jacoby (VF : Nicole Favart) : la voix du flash info
- Nancy Loomis : Annie Brackett
- Kyle Richards : Lindsey Wallace (image d'archive)
- Brian Andrews (VF : Jackie Berger) : Tommy Doyle (image d'archive)
- Adam Gunn : Michael Myers jeune

Version française réalisée par PM Productions ; direction artistique : Michel Gast ; adaptation des dialogues : Christian Dura ; enregistrement : Maurice Martin ; mixage : Pierre Davanture

## Personnages principaux
- Michael Myers : Il est né le 19 octobre 1957 à Haddonfield. Il commet son premier meurtre à l’âge de six ans sur sa propre sœur Judith. Il est alors enfermé au Smith’s Grove, où il est placé sous la surveillance du docteur Sam Loomis. Durant son séjour, aucun son ne sort de sa bouche… jusqu’à son évasion lors d’une nuit d’orage de 1978. Michael rejoint alors sa ville natale, bien décidé à tuer le dernier membre vivant de sa famille, sa sœur encore vivante, Laurie Strode, qui a été confiée à une famille d’adoption. Après s'en être pris à elle et ses amis dans la nuit du 31 octobre 1978, le docteur Loomis lui tire dessus à plusieurs reprises. Toujours vivant, il part de nouveau à la recherche de Laurie, hospitalisée.
- Laurie Strode : Elle est une jeune fille de 17 ans qui a été adoptée par la famille Strode. Elle fréquente l'école secondaire Haddonfield High School. Elle passe son temps libre à faire du baby-sitting. Elle a deux amies de son âge : Annie Brackett, fille du shérif, et Lynda Van Der Klok. Toutes les trois résident dans la banlieue fictive de Haddonfield, dans l'Illinois. Le 31 octobre 1978, elle se fait agresser par son demi-frère Michael. L'identité de ce dernier lui sera révélée à la fin par le docteur Loomis. Hospitalisée après ses blessures, elle devra une nouvelle fois affronter son demi-frère à l'hôpital.
- Dr Samuel Loomis : Il est le psychiatre de Michael Myers depuis que celui-ci a été interné au Smith's Grove sanatorium après avoir tué sa sœur. Après son évasion, Loomis s’empresse de prévenir du danger que représente son ancien patient maintenant en liberté. Durant la nuit du 31 octobre 1978, il cherche désespérément, avec l’aide du shérif, la trace de Myers. Plus tard dans la nuit, il apprend que Laurie Strode est la sœur de Michael Myers.

## Production

### Genèse et développement

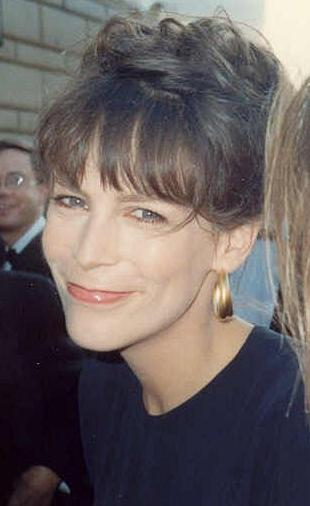
Jamie Lee Curtis, interprète de Laurie Strode

En raison du succès de La Nuit des masques, de nombreuses sociétés de production ont tenté de développer une suite. C'est finalement le producteur italien Dino De Laurentiis qui acquiert les droits de la franchise, pour produire deux films. Universal Pictures acquiert quant à elle les droits de distribution sur le sol américain. Halloween 2 eut aussi droit à un budget plus important : 2 500 000 $. Les producteurs Irwin Yablans et Moustapha Akkad ont beaucoup plus investi dans le film, même si John Carpenter refuse de le diriger. Le cinéaste est alors en conflit avec Irwin Yablans, qui le menace de poursuites judiciaires s'il n'honore pas une promesse faite oralement de produire le film Fog avec lui. Ils concluent un arrangement à l'amiable. John Carpenter accepte alors d'écrire le scénario de la suite. Il oblige au passage Irwin Yablans de placer Debra Hill au poste de productrice. La plupart du film a été tourné au Morningside Hospital à Los Angeles, Californie et au Pasadena Community Hospital de Pasadena, en Californie. Pendant la préparation du film, les scénaristes et producteurs ont envisagé de le tourner en relief. Debra Hill déclare : « Nous avons évoqué la possibilité de le tourner en 3D … mais c'était bien trop cher pour ce projet. La majorité du film est tourné la nuit. Il aurait été difficile de le tourner ainsi ».

### Scénario
Le scénario de Halloween 2 est écrit par John Carpenter et Debra Hill, déjà auteurs du premier volet. Cette dernière mentionne dans une interview pour le magazine Fagoria en 1981 que le film était pratiquement identique à celui qu'ils avaient écrit dans la première version du scénario. Elle explique aussi avoir envisagé avec John Carpenter une suite se déroulant plusieurs années après La Nuit des masques. Dans cette version, Myers suivait Laurie dans son nouvel appartement.
Initialement, Halloween 2 devait clore l'histoire de Michael Myers et de Laurie Strode. Ni John Carpenter, ni Debra Hill n'ont participé à l'écriture des différentes suites. Le troisième volet, Halloween 3 : Le Sang du sorcier, sorti un an plus tard, a pourtant été initié par les scénaristes, et des éléments des deux premiers films sont conservés.
Le critique Roger Ebert note que l'intrigue de cette suite est plutôt simple : « L'histoire d'Halloween 2 repose, bien sûr sur notre vieil idiot d'ami qui exige que chacun dans le film se comporte de manière idiote à tout moment. C'est nécessaire parce que si quelqu'un ne faisait jamais d'erreur, le problème serait résolu et le film se terminerait. ». Les dialogues ont été décrits comme peu profonds. Debra Hill a repoussé de telles critiques en affirmant que « dans un thriller, ce que dit le personnage est souvent sans rapport, c'est une manière de créer le suspense.. »
L'historien Nicholas Rogers suggère qu'une partie du film semble avoir inspiré des « controverses contemporaines entourant la fête elle-même. » Il en est question dans la scène du film quand un jeune garçon dans un costume de pirate arrive à Haddonfield Memorial Hospital avec une lame de rasoir introduit dans sa bouche, une référence à la légende urbaine entachée de bonbons d'Halloween. Selon Rogers, « Les films Halloween sont des histoires sur le sadisme et clairement négociées sur les incertitudes qui entourent la sécurité générale du festival »

### Attribution des rôles

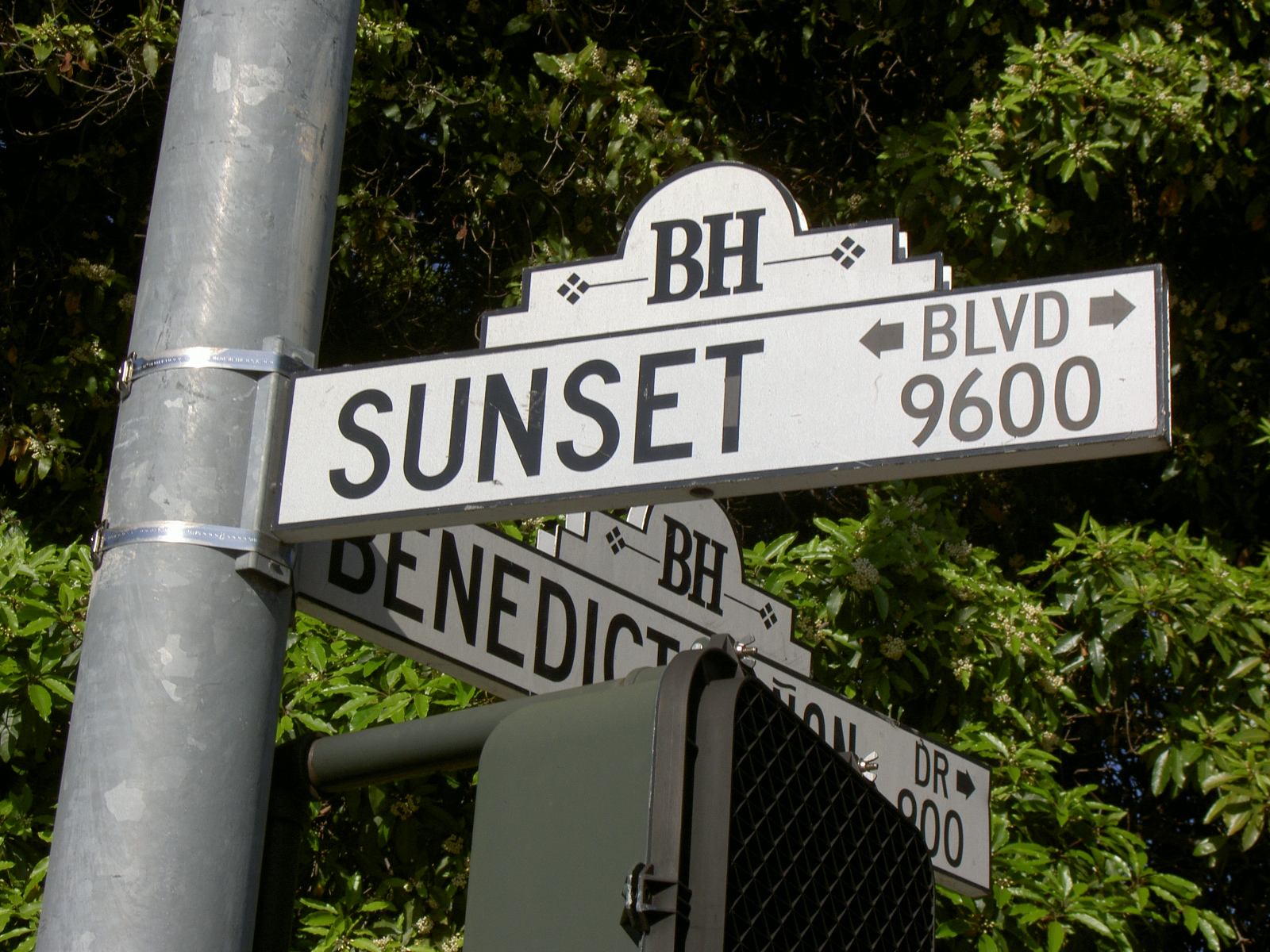
C'est à Sunset Boulevard que cette suite, tout comme le premier, a été tournée.

Les acteurs principaux du premier film reprennent ici leur rôle, à l'exception de Nick Castle, qui avait interprété Michael Myers adulte. Âgé de 62 ans, Donald Pleasence accepte de reprendre le rôle du docteur Loomis. Jamie Lee Curtis, devenue une star depuis le premier film, n'a tourné que des films d'horreur (Fog, Le Bal de l'horreur et Le Monstre du train) entre 1978 et 1981, dates qui séparent la sortie du premier et du second volet. Ayant les cheveux courts au moment du tournage, elle doit utiliser une perruque longue pour interpréter Laurie Strode. 
Elle reprend son rôle en 1998 dans Halloween, 20 ans après, puis Halloween : Resurrection en 2002. Elle fait aussi un caméo non crédité dans Halloween 3 : Le Sang du sorcier. Elle reprendra son rôle dans la nouvelle trilogie débutée avec Halloween (2018).
Charles Cyphers reprend le rôle du shérif Leigh Brackett, mais son personnage disparaît très vite. D'ailleurs Nancy Kyes est de retour pour un caméo en reprenant son rôle d'Annie Brackett.
Dick Warlock interprète Michael Myers (crédité en tant que « The Shape » - « La Forme » - au générique). À l'âge de 40 ans, il n'avait tourné que peu de films comme acteur. Sa principale activité était cascadeur. Il tourna dans des films avec les plus grands tels que Les Bérets verts (John Wayne, 1968), Les Dents de la mer (Steven Spielberg, 1975) ou encore Complot de famille (Alfred Hitchcock, 1976), ainsi que dans la série policière Dossiers brûlants. Après Halloween 2, il interprétera l'assassin d'Halloween 3 : Le Sang du sorcier.
Warlock déclare que le masque blanc qu'il portait dans le film était le même que celui utilisé par Nick Castle dans le premier film. Dans une interview, il explique comment il s'est préparé au rôle et comment Myers apparaît plus de fois à l'écran dans la suite que l'original :

« J'ai observé les scènes où Laurie est blottie dans la garde-robe. Michael brise la porte, elle saisit un porte manteau et le lui envoie dans les yeux. Michael tombe et Laurie se dirige vers la chambre à coucher, reste devant la porte et s'assoit. Dans l'arrière-plan, nous voyons Michael se relever et se tourner vers Laurie au rythme de la musique. Le masque qu'il porte alors était le même que celui que j'avais dans Halloween 2. »

Le reste de la distribution est quasiment composé d'acteurs et actrices inconnus, à l'exception de Jeffrey Kramer et de Ford Rainey. Kramer avait déjà tourné dans Les Dents de la mer et Les Dents de la mer 2 (1978). Dans Halloween 2, Kramer joue le docteur Graham, un dentiste qui examine les restes carbonisés d'un garçon confondu avec Myers. Rainey est un acteur connu pour ses rôles à la télévision comme Bonanza, Gunsmoke ou Super Jaimie. Il a été choisi pour interpréter le médecin Frederick Mixter au Haddonfield Memorial Hospital.
Le personnel de l'hôpital est incarné par des connaissances du réalisateur Rick Rosenthal. Il s'agit notamment de Leo Rossi, Pamela Susan Shoop, Ana Alicia et Gloria Gifford. Rossi allait tourner ensuite dans des séries télévisées telles que Capitaine Furillo ou Falcone,.
Pamela Susan Shoop interprète l'infirmière Karen, assassinée par Myers. C'est d'ailleurs la seule scène du film où l'on peut voir de la nudité. L'actrice explique le tournage : « Ça a été très dur ! L'eau était glacée et assez sale. J'ai fini par avoir une infection à l'oreille.. » Avant de travailler avec Rosenthal, l'actrice avait fait plusieurs apparitions à la télévision comme dans Wonder Woman et B.J. and the bear et fera plus tard K 2000 et Arabesque. Gifford et Alicia apparaissaient comme aide aux infirmiers. Alicia deviendra plus tard célèbre pour son rôle dans la série Falcon Crest.
Lance Guest interprète un conducteur, Jimmy. Comme Jamie Lee Curtis avec La Nuit des masques, ce film « lança » sa carrière. Il tourna des films comme Starfighter (Nick Castle, 1984) et Les Dents de la mer 4 : La Revanche (Joseph Sargent, 1987) ainsi que dans la série télévisée Corky, un adolescent pas comme les autres. Pour Starfighter, Nick Castle déclara : « Lorsque j'ai préparé le film, le premier nom que j'ai écrit pour la distribution était celui de Lance. Je voulais le retrouver après Halloween 2. ». Il ajoute : « Il possédait toutes les qualités que je voulais pour le personnage, une sorte d'innocence, de timidité, mais de détermination. »

### Réalisation

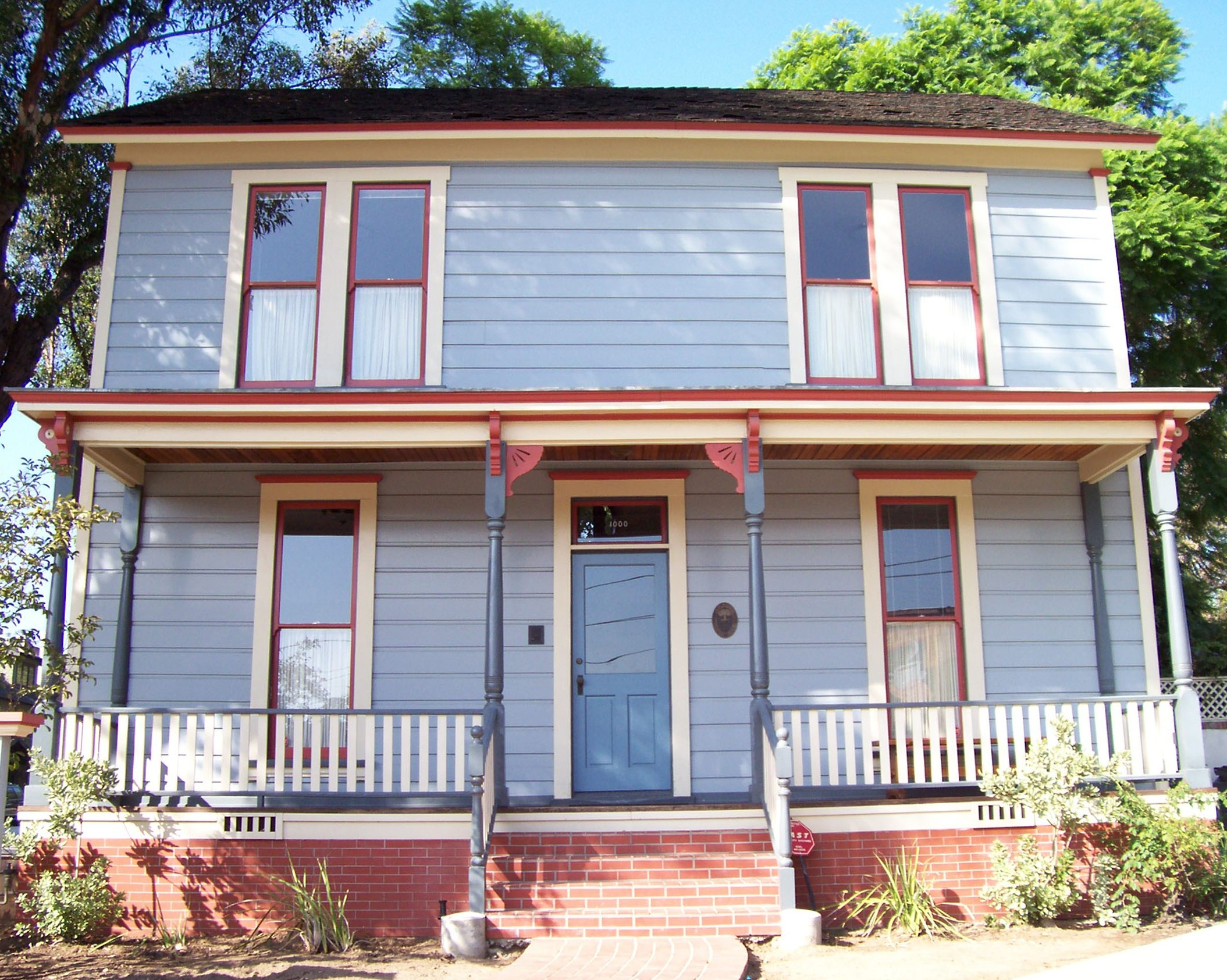
La maison utilisée dans le premier film à Mission Street (Pasadena) que l'on peut revoir dans le second.

John Carpenter, en conflit avec le producteur Irwin Yablans, refuse de signer la réalisation de cette suite et pensa à Tommy Lee Wallace, directeur artistique de La Nuit des Masques, pour prendre le relai. Le réalisateur déclare : « J'ai fait ce film une fois, je n'ai pas envie de le faire à nouveau. ». Son choix se porte finalement sur le débutant et inconnu Rick Rosenthal qui avait tourné dans la série Secrets of Midland Heights (1980–1981). Dans un entretien avec Twilight Zone Magazine, John Carpenter explique que Rick Rosenthal a été choisi parce qu'« il avait fait un court métrage fantastique intitulé Toyer  plein de suspense et de tension avec de fantastiques performances. »
Rick Rosenthal tente de recréer certains éléments et les thèmes du film original. Au début, le générique défile sur une tête de citrouille qui se coupe en deux pour révéler un crâne humain. Dans l'original, la caméra zoome sur l'œil gauche de la tête de citrouille. La première scène du film est présentée selon la vision de Michael Myers qui observe la maison d'un couple âgé et vole un couteau de cuisine. Rosenthal essaya de reproduire certains plans où Myers apparaît. Dans une interview avec Luke Ford, Rick Rosenthal explique :

« On voulait que Halloween 2 soit une suite directe, un prolongement. Il commence une minute après la fin du premier film. On doit essayer et c'est difficile de garder le style du premier film. C'est votre responsabilité. C'est la même équipe. Ma philosophie est de faire plus qu'un simple thriller qu'un slasher. »

La décision d'insérer plus de « gore » et de nudité dans la suite n'a pas été prise en compte par Rosenthal, mais par John Carpenter qui voulait un film beaucoup plus violent que l'original. Selon le site officiel du film, « Carpenter est arrivé et a réalisé de nouvelles séquences afin de remplacer certains des travaux de Rosenthal. ». Une critique du film note que « Carpenter, préoccupé par le fait que les images soient jugées trop « inoffensives » par le public, a saupoudré plusieurs scènes de mort avec plus de gore. ». Lors d'une autre interview, Carpenter dira de son rôle :

« C'est une longue, longue histoire. Il s'agit là d'un projet où je suis venu à la suite de nombreuses pressions. Je n'ai eu aucune influence sur la réalisation du film. J'ai eu une influence dans la post-production. J'ai vu la première version de Halloween 2, et ce n'était pas effrayant. Il faisait à peu près peur comme Quincy. Donc, nous avons dû faire quelques modifications dans la post-production. »

Rick Rosenthal n'était pas satisfait des modifications de Carpenter. Il s'est plaint que le réalisateur du premier film « ruinait soigneusement le rythme du film ». Néanmoins, quelques scènes contiennent des éléments jusque-là inédits au cinéma.
Le critique Roger Ebert affirme : « Ce film propose le premier gros plan dont je me souvienne d'une aiguille hypodermique insérée dans un globe oculaire ». Il n'est pas souvent classé comme un « slasher » en raison du niveau élevé de gore. Rosenthal réalisera vingt ans plus tard le huitième film de la série Halloween, Halloween : Resurrection (2002).

### Musique
Comme pour le premier film, John Carpenter est le compositeur d’Halloween 2. La musique du film est très importante car c'est une des raisons du succès de La Nuit des masques. La bande-sonore reste la même. Le film est composé au piano en signature rythmique. Le producteur, scénariste et compositeur, déclare dans une interview « Je peux jouer sur n'importe quel clavier, mais je ne peux pas lire ou écrire une seule note ».
Un analyste de la BBC affirme que la nouvelle version « ne sonne pas tout à fait aussi bien que l'original », mais « il n'en reste pas moins une pièce classique de la musique ». John Carpenter est épaulé par Alan Howarth, qui avait déjà été impliqué dans Star Trek, le film (1979). Ils travaillera à nouveau avec le cinéaste sur des projets tels que New York 1997 (1981) et Christine (1983).
Dans le film, on peut entendre la chanson Mr. Sandman jouée par The Chordettes.
La bande originale est sortie le 30 octobre 1981. Un autre album, avec des musiques supplémentaires, est, quant à lui, sorti le 8 septembre 2009 pour le 30e anniversaire du film.

## Accueil

### Accueil critique
La première d'Halloween 2 a lieu le 30 octobre 1981. Pour faire la promotion du film, Universal Pictures imprime une affiche représentant un crâne superposé avec une citrouille. Cette image est décrite par l'historien Robert E. Kapsis comme « un unique motif d'horreur. »[réf. nécessaire]
À sa sortie, Halloween 2 reçoit un accueil très mitigé. La plupart des critiques le comparent alors au premier opus et  trouvent qu'il laissait à désirer[réf. nécessaire]. Roger Ebert du Chicago Sun-Times écrit que Halloween 2 représentait « une chute de grandeur » qui « ne cherche même pas à rendre justice à l'original. » Il commente également : « au lieu de cela, il tente de dépasser toutes les autres scènes de violence de ces dernières années. » James Berardinelli déclare de son côté :

« Le principal problème fut la motivation sous-jacente du film. La Nuit des masques était un travail d'amour, fait par le peuple et le film ne fait que rendre cette fête inquiétante. Halloween 2 a été tourné simplement dans un but économique. »

Il accuse John Carpenter et Debra Hill, de ne pas croire « à ce projet de la même façon dont ils ont cru en l'original et cela se voit dans le montage final. C'est un ennui répétitif. »
D'autre part, Janet Maslin du New York Times compare le film à d'autres suites de films d'horreur : « Par les normes de la plupart des films d'épouvante récents, ce film semblable à son prédécesseur — est un acte de classe. Il y a une certaine variété des crimes, comme celle entre les personnages et le public qui va probablement pousser des hurlements aux moments inquiétants et effrayants. » Maslin applaudit également la performance des acteurs.
David Pirie, du magazine anglais Time Out, donne une critique positive au film en déclarant : « Rosenthal n'est pas Carpenter, mais il reprend le style visuel du premier dans cette suite. » Il écrit que le caractère Myers a évolué depuis le premier épisode : « Il devient un agent du mal absolu. »
L'historien du cinéma Jim Harper indique : « Le temps a été un peu juste pour le film, mais il est réussi ! ». Avec le recul, « de nombreux critiques ont fini par reconnaître qu'il est beaucoup mieux que la plupart des films de « slashers » des années quatre-vingt. »
Rotten Tomatoes totalise un score de 33% de critiques positives, basé sur 34 avis[réf. nécessaire]. Sur Metacritic, il reçoit une note positif de 7/10 mais le score de la presse est négatif avec un total de 40%[réf. nécessaire].

### Box-office
Le film engrange 7 446 508 $ lors du premier week-end d'exploitation et totalise 25 533 818 $. Les droits du film sont vendus au célèbre producteur italien Dino De Laurentiis et distribué par Universal Pictures.
Bien que les résultats au box-office d'Halloween 2 aient considérablement baissés par rapport au premier qui avait rapporté 47 000 000 $, il est considéré comme un grand succès au vu des recettes des films de genre de l'année 1981 : Le Tueur du vendredi (21 722 776 $), La Malédiction finale (20 471 382 $) et Hurlements (17 985 893 $). Halloween 2 est sorti dans toute l'Europe, mais est interdit en Allemagne de l'Ouest et en Islande en raison de la violence graphique et de la nudité. En 1986, il est interdit en Norvège. Le film est projeté au Canada, en Australie, aux Philippines et au Japon,,,.
En France, le film totalise 202 154 d'entrées, soit un peu moins que le précédent volet.
| Pays       | Box-office           |
| ---------- | -------------------- |
| États-Unis | 25 533 818 $         |
| France     | 202 154 entrées      |
| Mondial    | Plus de 25 533 818 $ |

### Controverses
Les détracteurs de films d'horreur ont accusé le genre de diminuer la moralité et accusent d'accroître le taux de criminalité chez les jeunes des États-Unis. Selon le critique Peter Peeters, les esprits fragiles sont déformés par « la soif illimitée et le sexe, l'horreur, l'horrible monde cadavérique, de torture, de boucherie et de cannibalisme, la violence et la destruction. » Un tragique incident lié au film Halloween 2 a favorisé de telles controverses.
Le 7 décembre 1982, Richard Delmer Boyer de El Monte, Californie, a assassiné Francis et Eileen Harbitz, un couple de personnes âgées de Fullerton, Californie, menant au procès populaire People versus Boyer (1989). Le couple s'est fait poignarder 43 fois par Boyer. Selon le procès-verbal, Boyer souffrait d'hallucinations provoquées par Halloween 2. Il était sous l'influence de phéncyclidine, de marijuana et d'alcool. Selon le jury, le film « fait observer diverses similitudes entre ses scènes et les visions décrites par l'accusé. »
Boyer a été reconnu coupable et condamné à mort. L'incident fut traité en tant que Halloween 2 Murders et fut présenté dans un court segment sur la Turner Network Television, présenté par le critique de cinéma Joe Bob Briggs. Par la suite, certains ont demandé d'interdire les films d'horreur. La suggestion fut refusée. Thomas M. Sipos, par exemple, a déclaré : « Il serait stupide, après tout, d'interdire les films d'horreur simplement parce que Boyer affirme avoir pensé qu'il était dans Halloween 2. »

## Nominations
Sauf indication contraire, les informations mentionnées dans cette section peuvent être confirmées par les bases de données cinématographiques IMDb et Allociné,  présentes dans la section « Liens externes ».
1981
- The Stinkers Bad Movie Awards : pire suite

1982
- Academy of Science Fiction, Fantasy and Horror Films - [[9e cérémonie des Saturn Awards|Saturn Awards]] :
  - Meilleur film d'horreur
  - Meilleur acteur pour Donald Pleasence

## Exploitation

### Éditions en vidéo
- Aux États-Unis, le film a d'abord été édité en VHS et laserdisc en 1982 par MCA/Universal Home Video et plus tard par Goodtimes Home Video. À partir de 1998, sont sorties les éditions DVD[43].
- En France, le film Halloween 2 est sorti en DVD le 1er avril 1999[53]. Avec l'arrivée du Blu-ray, une version Combo Blu-ray + DVD en édition limitée est sortie le 13 décembre 2019[54]. Le film est également sorti en VOD le 1er septembre 2017[4].

### Produits dérivés
Une adaptation du scénario fut adaptée en livre de poche l'année de sa sortie par l'écrivain Dennis Etchison sous le pseudonyme de Jack Martin. La nouvelle a été distribuée par Kensington Livres et est devenue un best-seller,.

## Autour du film

### Version alternative
Une version alternative de Halloween 2, connue sous le nom de Television Cut, est diffusée à la télévision au début des années 1980. La plupart des images violentes et gores sont censurées et plusieurs scènes supplémentaires sont rajoutées. Cette autre version est parfois visible sur la chaîne American Movie Classics.
Une édition spéciale DVD/Blu-Ray, regroupant les deux versions, sort en 2012.

### Incohérences scénaristiques
- Le film s'ouvre avec la dernière scène du premier volet. Celle-ci a cependant subi de petits changements : Lorsque Loomis tire sur Michael Myers, celui-ci tombe du balcon principal situé à l'avant de la maison. La minute d'après, le psychiatre arrive à la porte d'entrée et découvre que le corps a disparu. Or, si l'on revoit la fin d'Halloween : La Nuit des masques, on observe que Michael Myers tombe d'un autre balcon qui donne derrière la maison et non pas devant. De plus, Loomis aperçoit la disparition de Myers depuis ce même balcon et non depuis la porte d'entrée comme le montre le second film. Par ailleurs à la fin du premier opus, Michael Myers tombait sur une zone principalement constituée de terre alors qu'au début du second film, les traces de son corps sont sur du gazon.
- À la fin du premier film, Laurie Strode parvient à enlever le masque de Michael Myers, où l'on peut brièvement voir le visage de celui-ci, interprété par Tony Moran, remettant ensuite son masque, juste avant que le docteur Sam Loomis lui tire dessus. Dans la suite, Halloween 2, lorsque Laurie Strode enlève le masque de Myers, on ne voit plus clairement le visage du tueur, la scène où l'on voit de manière distincte son visage est coupée. Deux hypothèses peuvent éventuellement l'expliquer : Dans le second volet, Michael Myers est interprété par un autre figurant, l'acteur et cascadeur Dick Warlock ; Ou alors, il était dans l'intérêt du film, surtout au début, de laisser le mystère sur le visage de Michael Myers, qui porte un masque tout au long du film.
- Les infirmiers précisent au Dr Mixter que Laurie a reçu un coup de poignard sous le sein gauche alors que l'on avait bien vu Myers l'atteindre simplement à l'humérus gauche dans le premier film. Cette blessure jadis superficielle tourne ici à l'hémorragie.
- Les personnages ont quelque peu changé de mode vestimentaire : Loomis, qui à l'origine avait une grosse cravate typique des années 70, porte ici une cravate plus fine ; Quant à Laurie, elle porte une chemise comportant un col aux bords courts alors qu'au départ, elle en portait une avec un col aux bords longs, typique des années Disco. Certains personnages ont même des coiffures typiques de ce début des années 80.
- Au début du film, quand Loomis tire à plusieurs reprises sur Michael Myers, on peut entendre 7 détonations alors que son revolver ne peut compter que 6 balles (du probablement à un souci de raccord sonore). De plus, un peu plus loin dans le film, on peut entendre Loomis dire à plusieurs reprises au shérif qu'il lui a tiré 6 fois dessus.

### Suites
Halloween 2 devait être le dernier chapitre  d'une  saga avec le personnage de Michael Myers.  Mais sept ans après l'échec de Halloween 3 : Le Sang du sorcier (1982)  qui se passait de ce dernier, Myers revient dans Halloween 4 : Le Retour de Michael Myers (1988).    En 1998,  Halloween, 20 ans après, qui marque le retour de Laurie  Strode, considéré comme la suite alternative d'Halloween 2  (où les Halloween  4, 5 et 6 avec Michael Myers n'ont jamais existé).